# Purikura

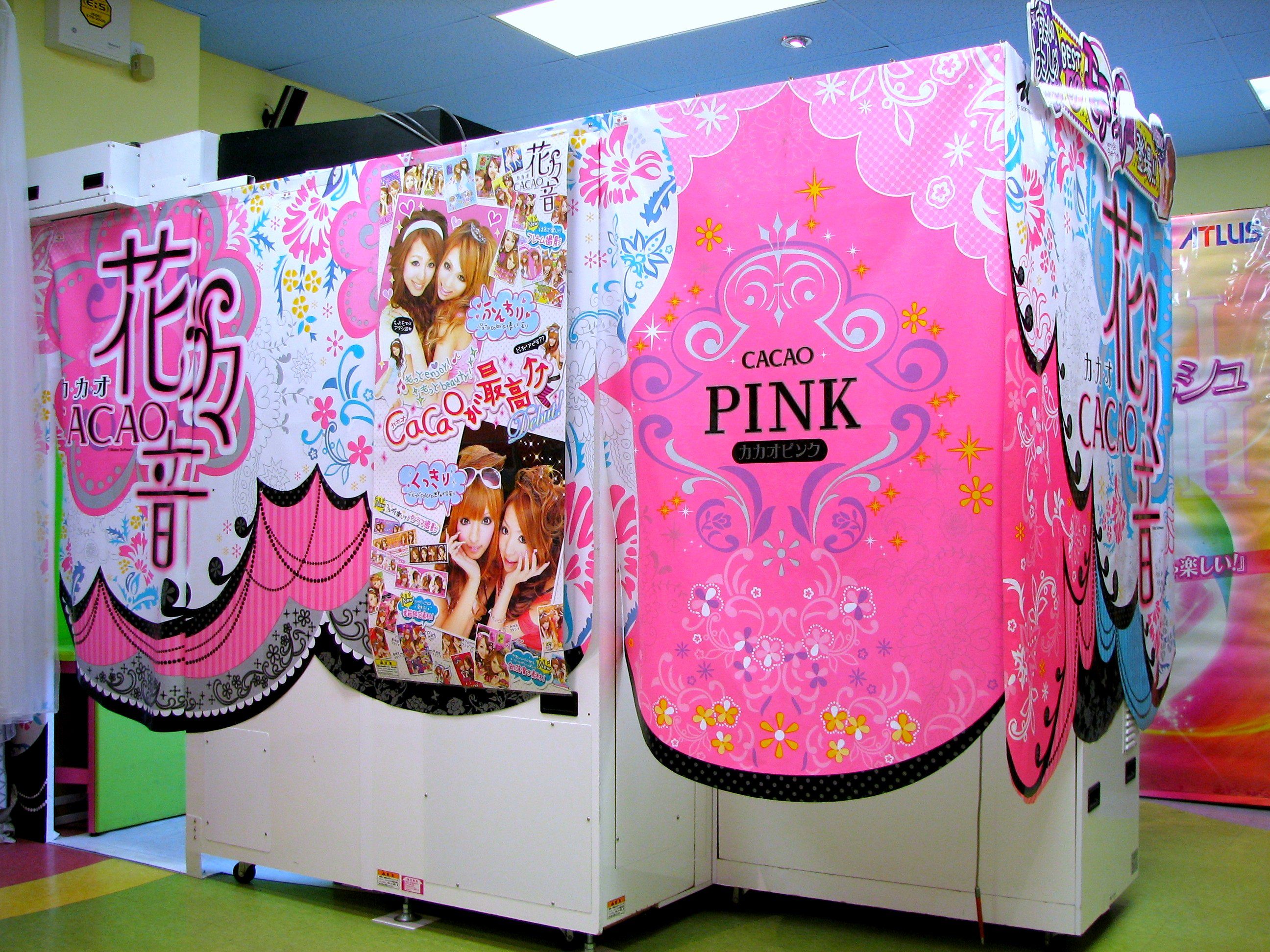
Automat purikura

Purikura (jap. プリクラ purikura) – niewielkiego rozmiaru zdjęcia w formie nalepek, szczególnie popularne w Japonii. Zdjęcia te robione są w przystosowanym do tego automacie (o tej samej nazwie). Jeszcze przed wydrukowaniem zdjęcia, można je samodzielnie ozdobić. Nazwa pochodzi od japońskiego słowa purikura, które jest skrótem od purinto kurabu (プリント倶楽部, z ang. print club).